# 어려우면 어려울 수록
어려우면 어려울 수록(The Harder They Come)은 자메이카에서 제작된 페리 헨젤 감독의 1973년 영화이다. 지미 클리프 등이 주연으로 출연하였고 페리 헨젤 등이 제작에 참여하였다.

## 출연

### 주연
- 지미 클리프

### 조연
- 윈스톤 스토나
- 칼 브래드쇼